# 呂思礼
呂 思礼（りょ しれい、生年不詳 - 538年）は、中国の北魏末から西魏にかけての学者・軍人。本貫は東平郡寿張県。

## 経歴
14歳のとき、徐遵明に学問を受けた。論戦を得意として、「書を講義し易を論じて、その舌鋒は敵しがたい」と評された。19歳で秀才に挙げられ、相州功曹参軍に任ぜられた。葛栄が鄴を包囲したとき、思礼は鄴城の防衛に功績を残して、平陸県伯の爵位を受け、欒城県令に任ぜられた。531年、司馬子如の推薦を受けて尚書二千石郎中となった。国子博士を兼ねた。関西大行台の賀抜岳に召されて重用された。
534年、賀抜岳が侯莫陳悦に殺害されると、趙貴らが宇文泰を後継者に迎えたが、思礼もその計画に参与した。宇文泰が関西大都督となると、思礼は府長史となり、まもなく行台右丞となった。孝武帝を関中に迎えた功績で、汝陽県子に封ぜられ、冠軍将軍を加えられ、黄門侍郎に任ぜられた。535年、西魏が建国されると、著作郎をつとめ、安東将軍・都官尚書に任ぜられ、七兵・殿中二曹事を兼ねた。537年、宇文泰の下で竇泰を討ち、爵位は侯に進んだ。538年、朝政を誹謗した罪で処刑された。
思礼は学問を好み、文才があり、職務のあいだにも巻物を手放さなかった。昼は職務にはげみ、夜は読書して蝋燭を一夜に数升も消費した。541年、車騎大将軍・定州刺史の位を追贈された。
子の呂亶が後を嗣ぎ、北周の末年に駕部下大夫となった。

## 伝記資料
- 『周書』巻三十八 列伝第三十
- 『北史』巻七十 列伝第五十八